# Юнгдаль, Карина
Карина Юнгдаль (швед. Anita Carina Ljungdahl (-Algotsson); род. 21 февраля 1960, Филипстад, Вермланд) — шведская пловчиха, серебряный призёр летних Олимпийских игр 1980 года в Москве, участница двух Олимпиад.

## Карьера
На летних Олимпийских играх 1976 года в Монреале Юнгдаль была заявлена в эстафете 4×100 метров вольным стилем. Команда Швеции заняла 7-е место, а Юнгдаль по каким-то причинам не участвовала в соревнованиях.
На следующей Олимпиаде в Москве Юнгдаль выступила в плавании на 100 метров вольным стилем и эстафете 4×100 метров вольным стилем. В первом виде она не смогла пробиться в финал соревнований. В эстафете сборная Швеции (Карина Юнгдаль, Тина Густафссон, Агнета Мортенссон, Агнета Эрикссон) завоевала серебряные медали с результатом 3:48,93 с. Чемпионками стали представительницы ГДР (Барбара Краузе, Карен Метчук, Инес Дирс, Зарина Хюльзенбек), финишировавшие с мировым рекордом — 3:42,71 с. Бронзовые медали завоевала сборная Нидерландов (Конни ван Бентум, Вилма ван Велсен, Регги де Йонг, Аннелиз Мас — 3:49,51 с). Юнгдаль также была заявлена в комбинированной эстафете 4×100 метров, но участия в ней не принимала.